# Жалпактальський сільський округ
Жалпакта́льський сільський округ (каз. Жалпақтал ауылдық округі, рос. Жалпактальский сельский округ) — адміністративна одиниця у складі Казталовського району Західноказахстанської області Казахстану. Адміністративний центр та єдиний населений пункт — село Жалпактал.
Населення — 4684 особи (2021; 4930 у 2009, 5555 у 1999, 5438 у 1989).
Станом на 1989 рік існувала Фурмановська сільська рада (села Кулак, Фурманово) колишнього Фурмановського району. Село Кулак було ліквідовано 2018 року.

## Склад
До складу округу входять такі населені пункти:
| Населений пункт | Старі назви | Населення, осіб (1989) | Населення, осіб (1999) | Населення, осіб (2009) | Населення, осіб (2021) |
| --------------- | ----------- | ---------------------- | ---------------------- | ---------------------- | ---------------------- |
| Жалпактал, село | Фурманово   | 5170                   | 5242                   | 4562                   | 4684                   |
| --Кулак, село   | -           | 268                    | 313                    | 368                    | -                      |